# Marinus (Heiliger)

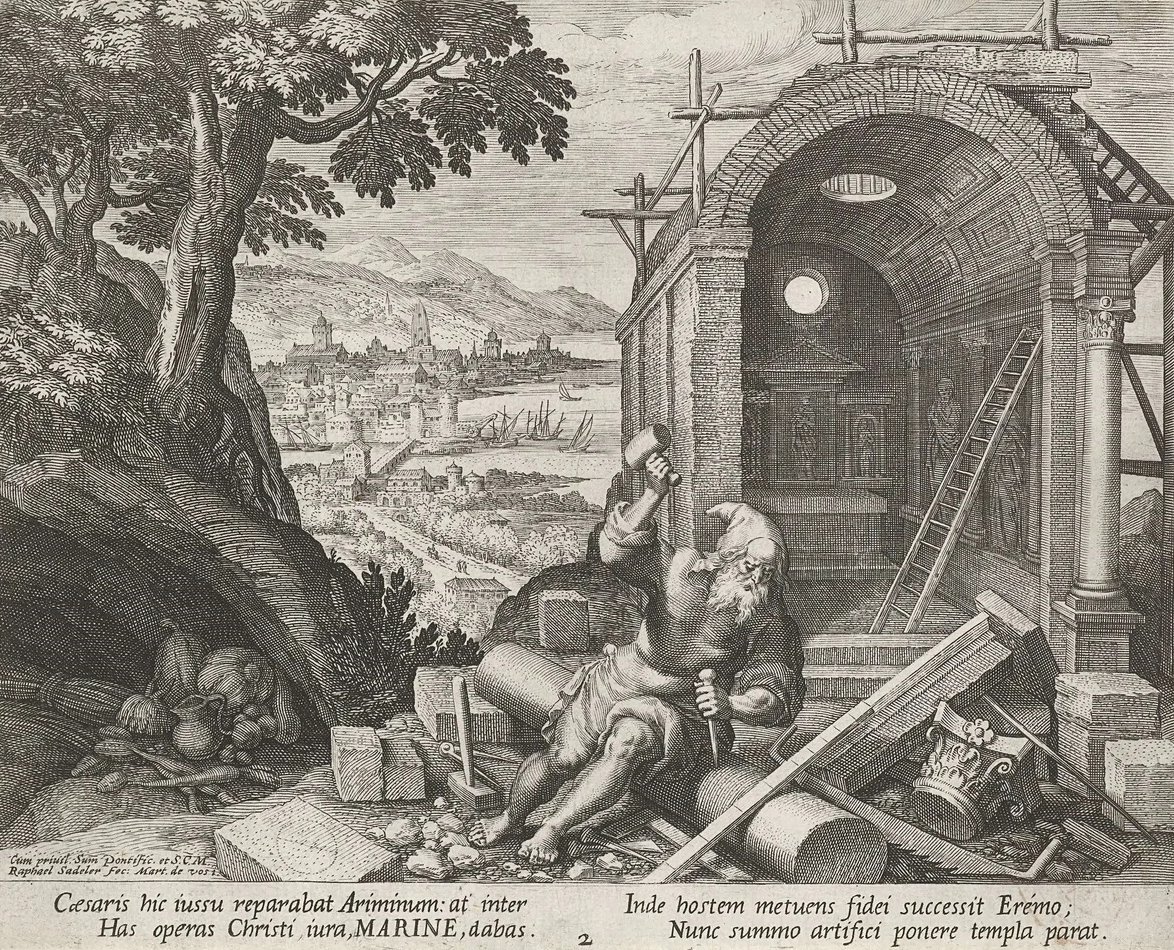
Marinus als Steinmetz

Marinus auf der san-marinesischen 2-Euro-Münze

Marinus (gestorben 366), der Nationalheilige San Marinos, gilt als der Begründer der ältesten noch bestehenden und im Jahre 301 entstandenen Republik der Erde. Gemäß der Überlieferung war Marino ein Steinmetz, der durch Handelsgeschäfte von der dalmatischen Insel Rab an das andere Ufer des Adriatischen Meeres gelangte, wo er wegen seines christlichen Glaubens der diokletianischen Christenverfolgung ausgesetzt war. Er wurde durch Gaudentius, den Bischof von Rimini, zum Diakon geweiht. Als eine geisteskranke Frau Marinus beschuldigte, er sei der von ihr getrennt lebende Ehemann, floh er auf den Monte Titano, lebte dort als Einsiedler und errichtete eine Kapelle und ein Kloster. Marinus wurde später heiliggesprochen; um das Kloster entstand der unabhängige Staat San Marino. Sein Gedenktag ist der 3. September, der Gründungstag San Marinos und staatlicher Nationalfeiertag.
Marinus soll im Winter 366 mit den Worten gestorben sein: Relinquo vos liberos ab utroque homine. – „Ich lasse euch zurück als Freie von beiden Menschen“. Diesen geheimnisvollen Satz bezieht die Ortstradition auf die zwei Personen, von deren Unterdrückung Marinus sich zu lösen gestrebt habe, um Eremit auf dem Monte Titano zu werden: den Kaiser und den Papst. Er bekräftigt damit in Form einer Herkunftssage den Anspruch der späteren Republik San Marino auf Unabhängigkeit und Abgabenfreiheit sowohl vom Heiligen Römischen Reich als auch vom Kirchenstaat.
Von 2002 bis 2016 wurde Marinus auf der 20-Cent-Münze San Marinos dargestellt. Seit 2017 ist er auf der 50-Cent-Münze und auf der 2-Euro-Münze des Landes abgebildet.